# راسلمينيا 20
راسلمينيا 20 هو المهرجان العشرون من مهرجانات راسلمينيا التي يقدمها اتحاد الدبليو دبليو إي جرى عرضه في 14 مارس 2004 في ساحة ماديسون سكوير جاردن في مدينة نيويورك بولاية نيويورك الأمريكية .

## المباريات والنتائج
| رقم المباراة | المباراة | شرط المباراة                                     |
| ------------ | --- | ------------------------------------------------ |
| 1            | جون سينا يهزم بيج شو | مباراة علي بطولة دبليو دبليو إي الولايات المتحدة |
| 2            | بوكر تي وروب فان دام يهزمان بوبا راي دادلي وديفون دادلي ولانس كيد ومارك جيندراك ورينيه دوبريه وروب كونواي                   | مباراة رباعية علي بطولة العالم للفرق الثنائية    |
| 3            | باتيستا وراندي اورتن وريك فلير يهزمون ميك فولى وذا روك                                                                      | مباراة ثلاثة ضد اثنين                            |
| 4            | كريستيان يهزم كريس جيريكو                                                                                                   | مباراة فردية                                     |
| 5            | توري ويلسون و سابل تهزمان جاكي غايدا و ستايسي كيبلر                                                                         | مباراة زوجية                                     |
| 6            | تشافو غيريرو يهزم جيمي يانغ وبيلي كيدمان وجيمي نوبل وفونكي و جيمس ماريتاتو و ري ميستيريو وشانون مور وتاجيري و التيمو دراجون | مباراة على بطولة الكروز للوزن المتوسط            |
| 7            | جولدبيرج يهزم بروك ليسنر | مباراة فردية                                     |
| 8            | ريكيشي وسكوتي تو هوتي يهزمان برادشو وفاروق و داني بشام ودوغ بشام و تشارلي هاس وشيلتون بنجامين                               | مباراة علي بطولة دبليو دبليو إي للفرق            |
| 9            | فيكتوريا تهزم مولي هولي | مباراة علي بطولة السيدات                         |
| 10           | إدي غيريرو يهزم كيرت أنغل                                                                                                   | بطولة دبليو دبليو اي                             |
| 11           | اندرتيكر يهزم كين | مباراة فردية                                     |
| 12           | كريس بنوا يهزم تريبل إتش وشون مايكلز                                                                                        | مباراة ثلاثية علي بطولة العالم للوزن الثقيل      |

## روابط خارجية
- راسلمينيا 20 على موقع IMDb (الإنجليزية)
- راسلمينيا 20 على موقع قاعدة بيانات الفيلم (الإنجليزية)
- راسلمينيا 20 على موقع كينوبويسك (الروسية)

- The Official Website of WrestleMania XX